# Vasaloppet 1999
Vasaloppet 1999 avgjordes den 7 mars 1999, och var den 75:e upplagan av Vasaloppet. Loppet vanns av hemmasonen  IFK Mora-åkaren Staffan Larsson.

## Resultat
Not: Pl = Placering, Nr = Startnummer, Tid = Sluttid
| Pl. | Nr | Namn             | Klubb/Land | Tid     | Diff    |
| --- | -- | ---------------- | ---------- | ------- | ------- |
| 1   |    | Staffan Larsson  | IFK Mora   | 4:31:37 | + 00.00 |
| 2   |    | Alois Statlober  | Österrike  |         |         |
| 3   |    | Sture Sivertssen | Norge      |         |         |